# Z9/10次列車
Z9/10次列車（中国語: Z9/10次列车）とは、中華人民共和国の首都北京と浙江省省都杭州市との間で運行されている。中国鉄路総公司北京鉄路局が運行する特急列車である。

## 概要
Z9/10次列車では、四方製の中国国鉄25T型客車が使用されている。その走行距離は1,633kmに及び、経路はほぼ京滬線、滬昆線。

## 歴史
2004年4月18日、中国国鉄は第五次大提速（ダイヤ改正）を行い、北京～杭州間の旅客列車が正式に運行を開始した。列車番号はZ9/10次で。

## 列車編成

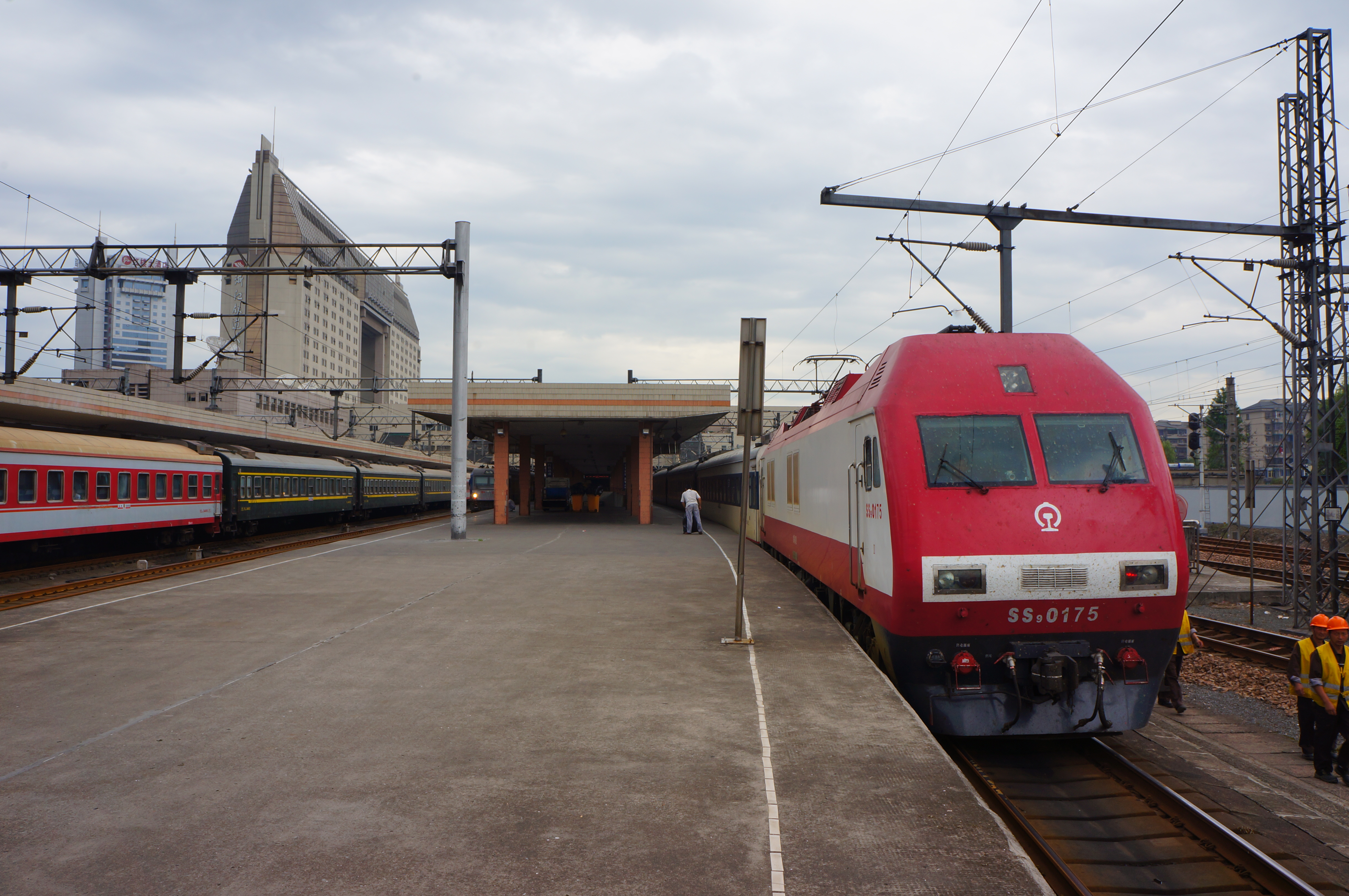
201606 Z9 arrived at Hangzhou Station

Z9/10次列車の編成は18輛編成で、軟臥車（1等寝台車）15輛、軟座車（1等座席車）2輛、食堂車1輛である。以前の牽引機は京局京段所属のDF11Gが担当していた。

### 牽引機
| 区間                   | 北京↔杭州                                                |
| 機関車 所属 機関士所属 | 中国国鉄韶山9型電気機関車 北京鉄路局北京機務段 北京/杭州 |

### 客車
| 運行区間   | 北京↔杭州                  | 北京↔杭州    | 北京↔杭州                  | 北京↔杭州                  |
| 号車番号   | 1-9                        | 10           | 11-16                      | 17-18                      |
| 車輛の種類 | RW25T 軟臥車 （1等寝台車） | CA25T 食堂車 | RW25T 軟臥車 （1等寝台車） | RZ25T 軟座車 （1等座席車） |

## 時刻表
| Z9次 （杭州行き） | Z9次 （杭州行き） | Z9次 （杭州行き） | 停車駅 | Z10次 （北京行き） | Z10次 （北京行き） | Z10次 （北京行き） |
| 走行距離          | 到着時間          | 出発時間          |        | 到着時間           | 出発時間           | 走行距離           |
| ----------------- | ----------------- | ----------------- | ------ | ------------------ | ------------------ | ------------------ |
| 0                 | —                 | 19:08             | 北京   | 07:34              | —                  | 1633               |
| 147               | 20:24             | 20:26             | 天津西 | 05:58              | 06:19              | 1486               |
| 1568              | 08:22             | 08:25             | 海寧   | 17:51              | 17:54              | 65                 |
| 1633              | 09:29             | —                 | 杭州   | —                  | 17:17              | 0                  |

## 脚註
1. ↑  铁路第五次大提速 本网独家推出最新时刻表